# Liste des maires d'Onet-le-Château
Cet article dresse une liste par ordre de mandat des maires d'Onet-le-Château.

## Liste des maires
| Période                                  | Période      | Identité | Étiquette | Qualité                                                                                  |
| ---------------------------------------- | ------------ | --- | --------- | ---------------------------------------------------------------------------------------- |
| Les données manquantes sont à compléter. |              | |           |                                                                                          |
| 1806                                     | 1806         | Jean Antoine Benoit |           | Maire d'Onet la Plaine                                                                   |
| Les données manquantes sont à compléter. |              | |           |                                                                                          |
| 1810                                     | 1838         | Jean-Joseph Cassan de Floyrac - né le 8 juin 1773 au château de Floyrac - décédé le 26 juillet 1838 au château de Floyrac |           | Propriétaire à Floyrac, membre de la Société centrale d'agriculture de l'Aveyron         |
| 1838                                     | 1863         | Jean-Joseph Cassan de Floyrac, fils du précédent                                                                          |           |                                                                                          |
| Les données manquantes sont à compléter. |              | |           |                                                                                          |
|                                          |              | Louis Chabbert |           | Propriétaire à la Tricherie, condamné aux travaux forcés à perpétuité, innocenté         |
| Les données manquantes sont à compléter. |              | |           |                                                                                          |
| 1935                                     | 1940         | Henri Marcenac |           |                                                                                          |
| 1940                                     | 1945         | Jean Baptiste Laur |           |                                                                                          |
| 1945                                     | 1947         | Paul Bonnet |           |                                                                                          |
| 1947                                     | 1953         | Albert Meravilles |           |                                                                                          |
| 1953                                     | 1965         | Roland Boscary-Monsservin                                                                                                 | CNI       | Député (1951-1971) Sénateur (1971-1980) Ministre (1957-1958) Elu maire de Rodez en 1965  |
| 1965                                     | 1977         | Paul Causse |           |                                                                                          |
| 1977                                     | 2001         | François Rey | UDF       | Conseiller général de Rodez-Est (1973-1982) Conseiller général de Rodez-Nord (1982-2001) |
| 2001                                     | 28 mars 2014 | Fabrice Geniez | PS        | Médecin généraliste 2e vice-président de Rodez Agglomération                             |
| 28 mars 2014                             | En cours     | Jean-Philippe Keroslian                                                                                                   | UDI       | Cadre 1er vice-président de Rodez Agglomération                                          |